# Majadahonda
Majadahonda es un municipio español perteneciente a la Comunidad de Madrid. Originariamente el territorio fue una zona de cultivo y pastoreo. Durante la toma de Madrid en la Guerra Civil fue escenario de duros combates. Cuenta con una población de 73 355 habitantes (INE 2024). Su expansión ha sido acelerada, como en todos los pueblos y ciudades pertenecientes el área metropolitana de Madrid. Cuenta con gran cantidad de servicios como el Hospital Universitario Puerta de Hierro y la presencia de bastantes empresas del sector terciario.

## Geografía
La ciudad está situada a una altitud de 740 m sobre el nivel del mar.
| Noroeste: Villanueva del Pardillo | Norte: Las Rozas de Madrid | Nordeste: Las Rozas de Madrid |
| Oeste: Villanueva del Pardillo    |                            | Este: Madrid                  |
| Suroeste: Villanueva de la Cañada | Sur: Boadilla del Monte    | Sureste: Pozuelo de Alarcón   |

Majadahonda limita al este y al noreste con Madrid, respectivamente con los barrios de El Plantío (distrito Moncloa-Aravaca) y El Pardo (distrito Fuencarral-El Pardo); al norte limita con Las Rozas de Madrid; mientras que al sur limita con el municipio de Boadilla del Monte; al oeste y al noroeste con Villanueva del Pardillo; al sureste con Pozuelo de Alarcón y al suroeste con Villanueva de la Cañada.
A pesar de ser un municipio independiente, Majadahonda forma un continuo urbano con Las Rozas, como se puede contemplar en la avenida de los Reyes Católicos, la cual comienza en la rotonda que hace esquina con la calle Doctor Calero y dirigiéndose en sentido norte finaliza en el número 15 en la acera de los impares y en el número 18 en el lado de los pares, para conectar con la carretera de Las Rozas a Majadahonda (antigua carretera M-515) del municipio roceño. Por otra parte, también comparten varias calles que discurren por los términos municipales de ambas ciudades: la travesía de Navaluenga, la calle de la Tramontana, cuya división está delimitada por la parte final de la perpendicular calle Huracán (la cual también atraviesa ambos municipios), la plaza de Méjico, la calle de Monterrey (cuya división está marcada por la plaza de Méjico), la calle del Jalón (acabando en callejón sin salida) y la calle del Moncayo.
Además, Majadahonda es uno de los cuatro municipios que forma un continuo urbano con Madrid capital junto con Alcobendas, Pozuelo de Alarcón y Coslada. En concreto, a través de la avenida de la Victoria cuya numeración del 93 al 101 pertenece al municipio majariego y enlaza con la carretera de El Plantío.

### Fauna
Los hábitats principales de Majadahonda son cultivos de secano, pinares, encinares, suelo urbano y urbanizaciones. Las especies más abundantes son el gorrión común, el estornino negro, la paloma torcaz, la urraca, la lavandera blanca, el mirlo, el pinzón vulgar, el jilguero, la golondrina, el avión común y el vencejo común, y entre otras especies del municipio están el autillo, el mochuelo, el cernícalo, el ratonero común, el gavilán, la cogujada, el abejaruco, el gorrión molinero, el verderón común, el verdecillo, la perdiz roja, la paloma doméstica, la tórtola turca, la cotorra argentina, la abubilla, el pico picapinos, el pito real, la curruca cabecinegra, la curruca capirotada, el mosquitero común, el colirrojo tizón, el herrerillo capuchino, el herrerillo común, el carbonero común, el carbonero garrapinos, el petirrojo, la jineta, el zorro, el conejo, la liebre ibérica, la salamanquesa, el sapo corredor y el gallipato.

## Historia
El origen de la ciudad de Majadahonda se remonta a una pequeña aldea de pastores y labriegos. De este origen proviene su nombre, Majada-honda: una majada de pastores situada en una hondonada. El gentilicio es: majariego, -a. El escudo de Majadahonda fue diseñado por Don Tomás Descalzo cuando era Concejal de Tráfico de la ciudad: tiene la corona real por haber sido realengo, en el cuartel izquierdo aparece una oveja, un redil y la sierra de Guadarrama (como recuerdo de su origen ganadero), en el cuartel derecho un racimo de uvas (representando las viñas majariegas) y en el cuartel inferior aparece el Castillo de Almenara (mal llamado Villafranca por estar en la urbanización Villafranca del Castillo).
Con respecto al nacimiento de la urbe no está muy claro. El descubrimiento de algunos hallazgos arqueológicos de un poblado romano-visigodo hacen pensar que las primeras huellas de Majadahonda datan de mucho tiempo antes a lo que realmente se pensaba. Sin embargo, la versión más extendida cuenta que fueron unos pastores segovianos, que hacia el siglo XIII, se asentaron en la zona y construyeron unas pocas cabañas. Con el paso del tiempo, esas viviendas se multiplicaron dando lugar a una modesta aldea llamada Majada-Honda, perteneciente en primer lugar al «País segoviano» y más tarde a la «Tierra de Madrid». En tiempos de los Reyes Católicos, la Tierra de Madrid estaba dividida en cuatro sexmos: Aravaca, Villaverde, Vallecas y Madrid; todos ellos bajo la jurisdicción del Concejo de la Villa. Majadahonda era entonces una aldea perteneciente al sexmo de Aravaca.
En el siglo XVI, Majadahonda la aldea cuenta con un censo de 400 habitantes. Algunos de ellos tenían como apellido Bravo, Montero, Rojas o Labrandero, que aún perduran en la localidad. A finales de este siglo ya existían casi doscientas viviendas, habitadas por unos 800 majariegos. El núcleo de la aldea era la plaza, alrededor de la cual estaban la iglesia de Santa Catalina, un pequeño hospital y una modesta posada. El pueblo se alargaba por las calles San Roque, Real y El Cristo.
En el siglo XVII, se produjo una drástica reducción de la población. Se cuenta que Majadahonda estuvo a punto de ser vendida a un particular, como ocurrió en Boadilla del Monte y Pozuelo de Aravaca (que pasó a denominarse Pozuelo de Alarcón, después de la venta). Sin embargo, las protestas de los habitantes al rey Felipe IV de España hicieron efecto y la venta se vio frustrada.

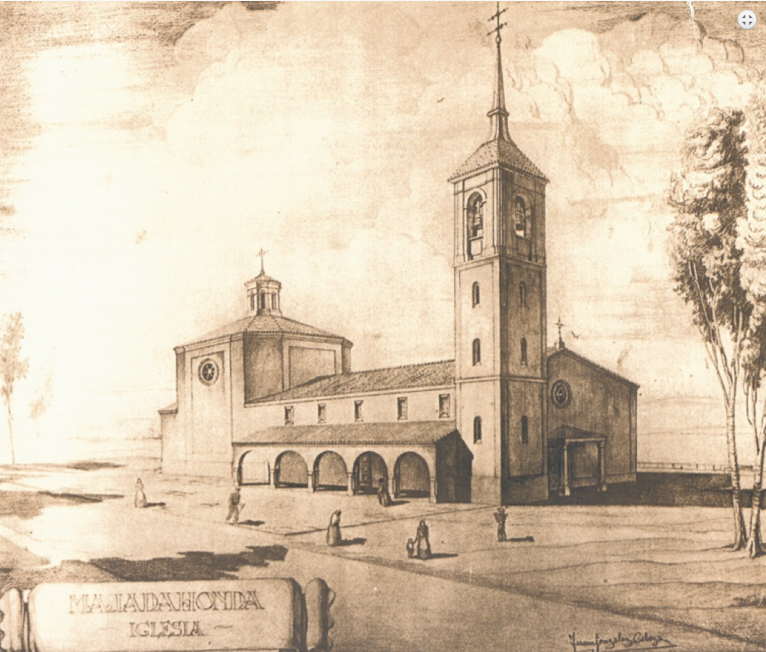
Iglesia de Santa Catalina

En el siglo XVIII, ya entrados en el Siglo de las Luces, se produjo un aumento de población considerable: según el censo de Floridablanca la población aumentó a 800 habitantes. La mayoría eran jornaleros, que servían a una minoría de agricultores ricos y de nobleza terrateniente. El pan y la leña, que vendían en Madrid, eran sus principales productos de comercio. En Memorial literario, instructivo y curioso de la Corte de Madrid (1786) podemos leer: «a una legua de la poblacion de esta Villa [refiriéndose a Villaviciosa de Odón], mirando al Norte, se halla el Lugar de Majadaonda, y Villa y monte de Romanillos, propia del Excmo. Sr. Conde del Montijo, cuya jurisdiccion en lo Eclesiástico pertenece á la Parroquial de Boadilla». En la misma fecha podemos ver escrito su nombre como Maxadahonda, que es como se dice en latín. 
El siglo XIX no empezó con buen pie para los habitantes de Majadahonda: malas cosechas, peste, y efectos de la guerra de Independencia en 1812. Majadahonda fue escenario de la batalla que lleva su nombre: batalla de Majadahonda, desarrollada el 11 de agosto de 1812 y librada en dicho municipio y en Las Rozas de Madrid, y que enfrentó a la caballería francesa comandada por el general Anne-François-Charles Trelliard y al ejército anglo-portugués liderado por el general Benjamin D'Urban. Todo ello dejó el pueblo prácticamente desolado. Además, a mediados de siglo, hay que unir la desamortización eclesiástica y civil que supuso la venta de mucho terreno, adquirido por oligarcas y nobles.
A mediados del siglo XIX, el lugar contaba con una población censada de 558 habitantes. La localidad aparece descrita en el undécimo volumen del Diccionario geográfico-estadístico-histórico de España y sus posesiones de Ultramar de Pascual Madoz de la siguiente manera:

MAJADA-HONDA: l. con ayunt. de la prov., aud. terr. y c. g. de Madrid (3 leg.), part. jud. de Navalcarnero (5), dióc. de Toledo (12). sit. en terreno algun tanto elevado y á 1/4 de leg. S. de la carretera que de Madrid dirige al Escorial; le combaten los vientos N. y S., y su clima es propenso á pulmonías, dolores de costado y otras enfermedades agudas: tiene 130 casas de inferior construccion y escasas comodidades destribuidas en 12 calles, sin empedrar y una plaza: hay casa de ayunt., cárcel, escuela de instruccion primaria comun á ambos sexos, á la que concurren sobre 50 alumnos que se hallan á cargo de un maestro, dotado con 1,000 rs. del fondo municipal, y 330 de una obra pia fundada en el hospital general de Madrid; y una igl. parr. (Sta. Catalina), servida por un párroco, curato de término y patronato del Estado, y un capellan patrimonial: hay una ermita del Stmo. Cristo propia de la parr.: el cementerio dist. al N. no perjudica á la salud pública: los vec., se surten de aguas potables de un manantial que se encuentra á la dist. de 300 varas del pueblo. El térm., confina S. Las Rozas; E. Pozuelo; S. Boadilla y Romanillos, y O. el r. de Guadarrama: se estiende 1 leg. de N. á S. y 1/2 de E. á O., y comprende un monte poblado de encina y roble de 240 fan. de estencion poco mas ó menos; una alameda de 12 fan., algun viñedo y varios pastos: le atraviesan por su confín O. el r. Jarama, [sic] y por el térm. un arroyo llamado Tejar, cuyas aguas sirven para el riego, el que desemboca en el Guadarrama: hay otros varios arroyos insignificantes. El terreno en su mayor parte es de secano y de calidad sumamente inferior: caminos los que dirigen á los pueblos limítrofes y uno que se une con la carretera de Castilla la Vieja: el correo se recibe de Las Rozas por un cartero particular, los domingos, martes y viernes, y salen los lunes, miércoles y sábados. prod.: granos y semillas de todas clases aunque con escacez, en razon á la mala calidad del terreno, algarrobas, garbanzos, uba y hortalizas: mantiene ganado lanar y de cerda; cria caza de perdices en abundancia y otras aves de paso: ind. y comercio: la agrícola, esportacion de hortalizas, leche y otros frutos para Madrid, e importacion de los art. de que can ee el pueblo: pobl. 125 vec., 558 alm. cap. prod.: 2.889,073 rs. imp. 151,060. contr. segun el cálculo general y oficial de la prov. 9'65 por 100: el presupuesto municipal asciende á 7 ú 8,000 rs, que se cubren con los prod. de propios, y consisten en pastos, tierras labrantías y de riego.
(Madoz, 1848, p. 30)

Entre mediados y finales del siglo XIX llegó la electricidad a la localidad, lo que trajo un tiempo de prosperidad y ocio.  Y se construyó un apeadero de tren por el marqués de Remisa en su finca de El Plantío. La ciudadanía asistía sobre todo al Casino.

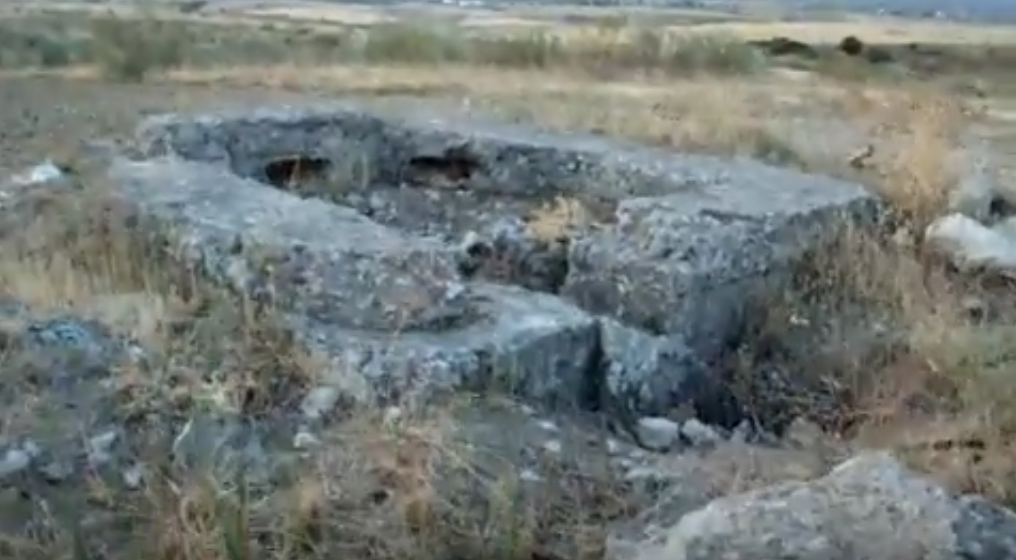
Búnker instalado en el camino del Arroyo de la Puentecilla durante la toma de Madrid en la guerra civil española

Sin embargo, la Guerra Civil supuso para Majadahonda un nuevo revés, al ser escenario de la defensa de Madrid. Entre 1936 y 1939, quedó prácticamente desierta. Esto dejó el pueblo prácticamente derruido. Por esta razón fue incluido dentro del Plan de Regiones Devastadas, impulsado por el régimen del general Franco. Fue reconstruida por completo siguiendo un formato de cuadrícula con nuevas viviendas en el pueblo, a ambos lados del Camino Ancho (la actual Gran Vía, nombre acuñado en 1961). Se diferencia claramente el casco antiguo de tipo lineal del plano en cuadrícula. Estas viviendas fueron distribuidas a lo largo de cinco manzanas. Eran de planta baja con corral para jornaleros, y otras tres manzanas de dos plantas, también con corral para labradores. El cruce se amplió más tarde con unas viviendas prefabricadas y el parque de los Jardinillos. No obstante, el crecimiento fue mucho mayor hacia la actual plaza de Colón. Entre las construcciones más notables de esta zona destacan la Colonia Escudero y el cine Avenida.

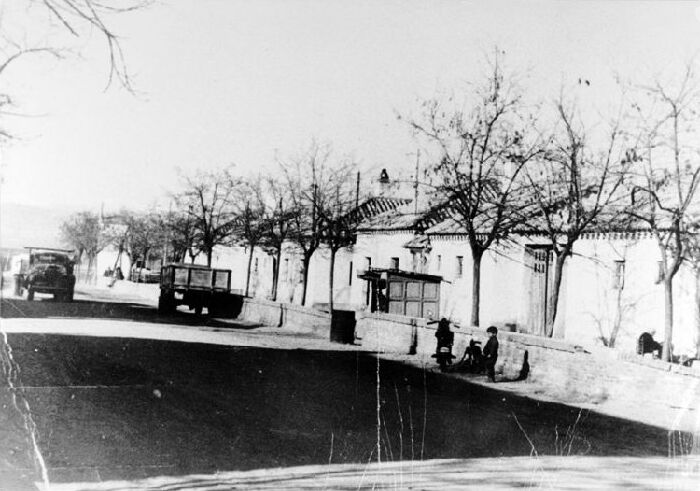
El Camino Ancho (actual Gran Vía) en Majadahonda en 1940

Esta reconstrucción del pueblo condujo a un proceso de transformación urbana (asfaltado de calles, construcción de alcantarillado, y creación de escuelas y de hospitales) y de crecimiento demográfico en la década de 1960. El pueblo se convierte en lugar residencial y de servicios, abandonando las actividades agrícolas. En la década de 1970, a lo largo de la carretera del Plantío, comienzan a construirse viviendas unifamiliares. En la década de los ochenta se construyó un carril bici. Las primeras elecciones municipales conllevaron a que la oligarquía abandonase el poder, abriéndose una nueva etapa en el Ayuntamiento. En la actualidad, Majadahonda ha crecido aceleradamente en todas las direcciones, convirtiéndose en una localidad muy importante en la Comunidad de Madrid.
La ciudad de Majadahonda está hermanada con Ferencvaros, el distrito urbano número IX de Budapest, en Hungría, como puede verse en el parque rústico Ferencvaros, ubicado al suroeste de la ciudad; y con Clamart (Francia), una comuna (municipio) de la región de Isla de Francia. 
En septiembre de 2008, el nombre de Majadahonda se ve ligado al Hospital Universitario Puerta de Hierro Majadahonda que, tras dos años de obras, abrió sus puertas para dar servicio a toda la zona noroeste de la Comunidad de Madrid.
Durante los últimos años, en Majadahonda se han realizado obras de peatonalización en una superficie total de más de 123 000 m² (12,3 hectáreas). A estas obras hay que añadir la apuesta por la bicicleta como medio de transporte con la construcción de 8 kilómetros de carril bici unido a la instalación de un sistema de alquiler. Este proyecto acabó siendo abandonado y ya no presta servicio, debido a la falta de demanda.

## Demografía
Majadahonda cuenta con una población de 73 355 habitantes (INE 2024).
| Gráfica de evolución demográfica de Majadahonda entre 1842 y 2021                                                   |
| |
| Población de derecho según los censos de población del INE Población de hecho según los censos de población del INE |

## Economía

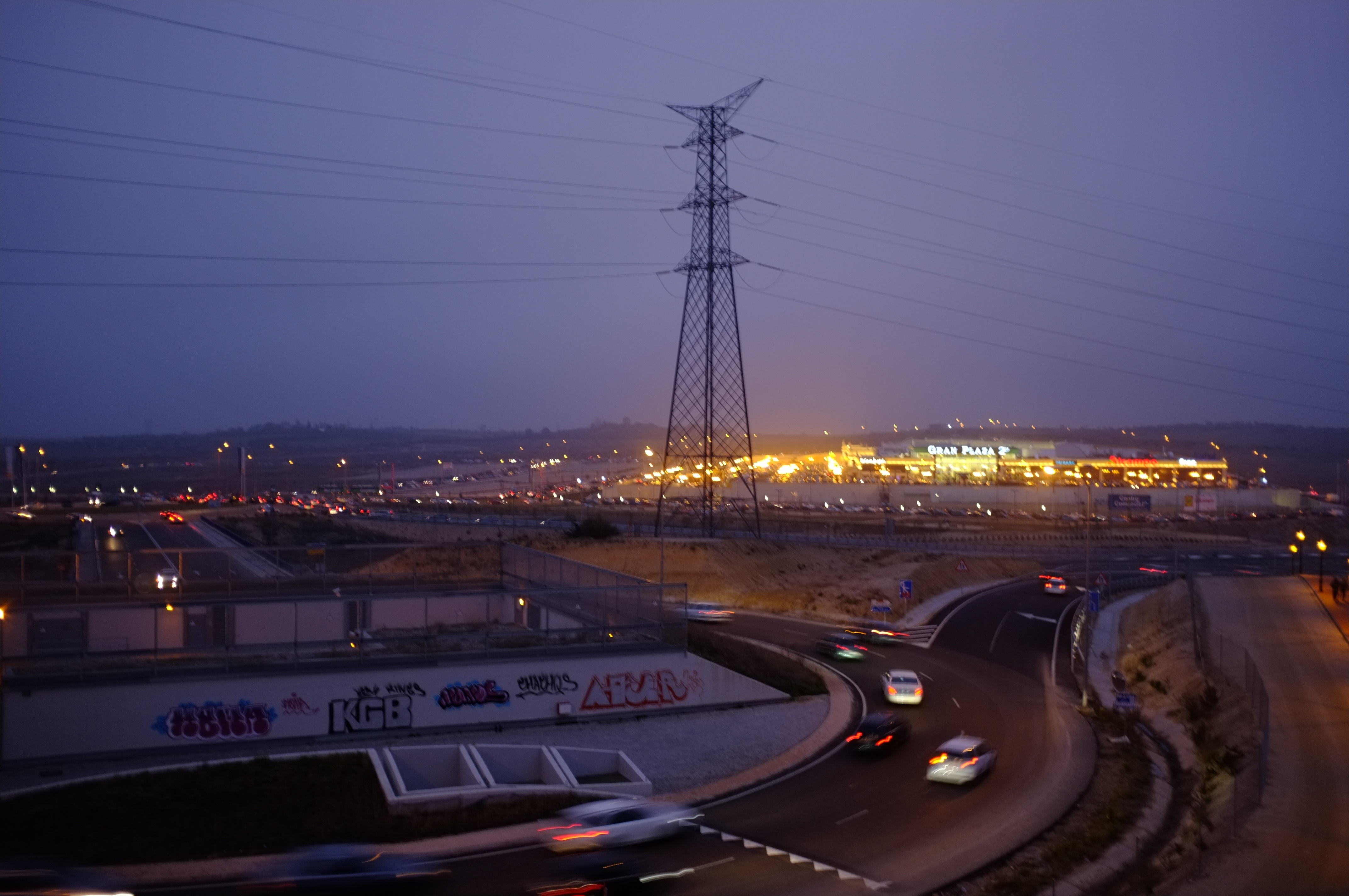
Gran Plaza 2

Majadahonda tiene un pequeño comercio con un nivel de especialización muy fuerte.[cita requerida]
Aparte del pequeño comercio, en los últimos años han ido ganando terreno a estas tiendas las inauguraciones de grandes centros comerciales como el Centro Oeste, Equinoccio Park, Centro Comercial Milenium y el Gran Plaza 2 que colinda con el municipio de Las Rozas.
Todos estos centros comerciales excepto el último se encuentran en el polígono comercial El Carralero.
Uno de los principales focos comerciales de la localidad es el mercadillo semanal que se celebra cada martes y sábado en la calle Santa Catalina. Considerado uno de los más populares de la Comunidad de Madrid y de España, cuenta con 180 puestos de ropa, alimentación y productos variados, y atrae tanto a residentes como visitantes de municipios cercanos.

## Administración y política

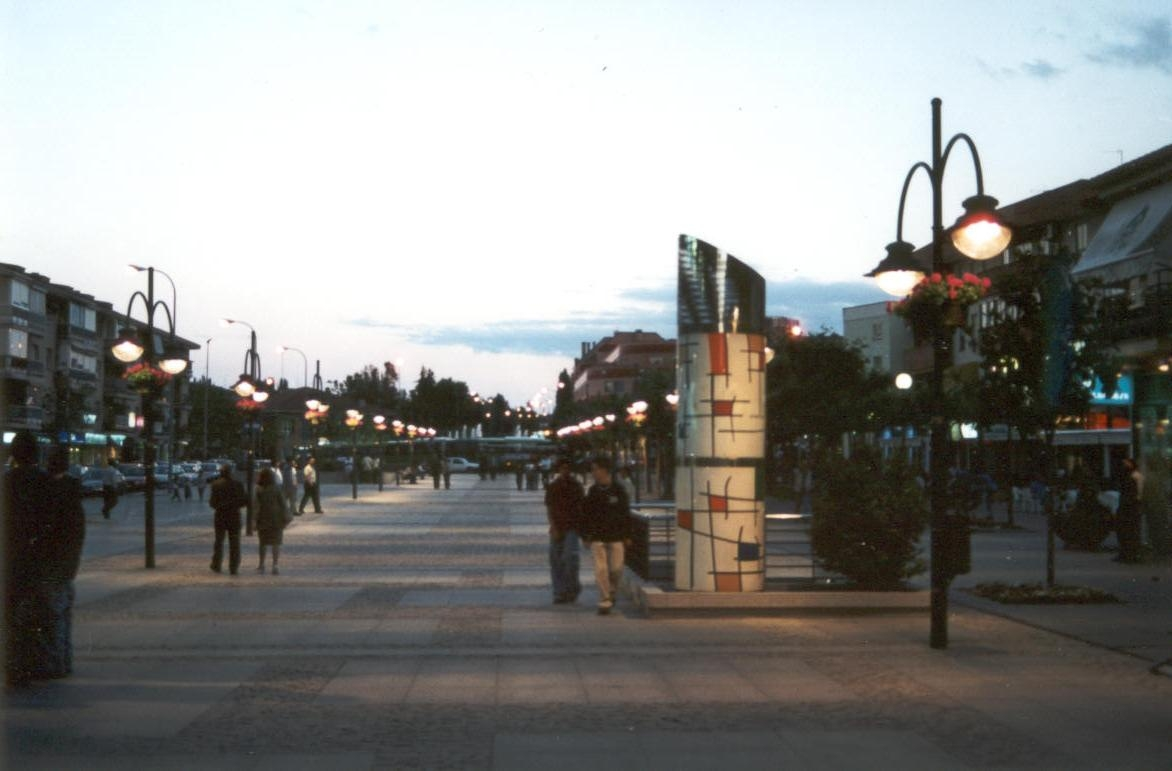
La Gran Vía de Majadahonda, paseo peatonal con restaurantes, terrazas y comercios de distintos tipos

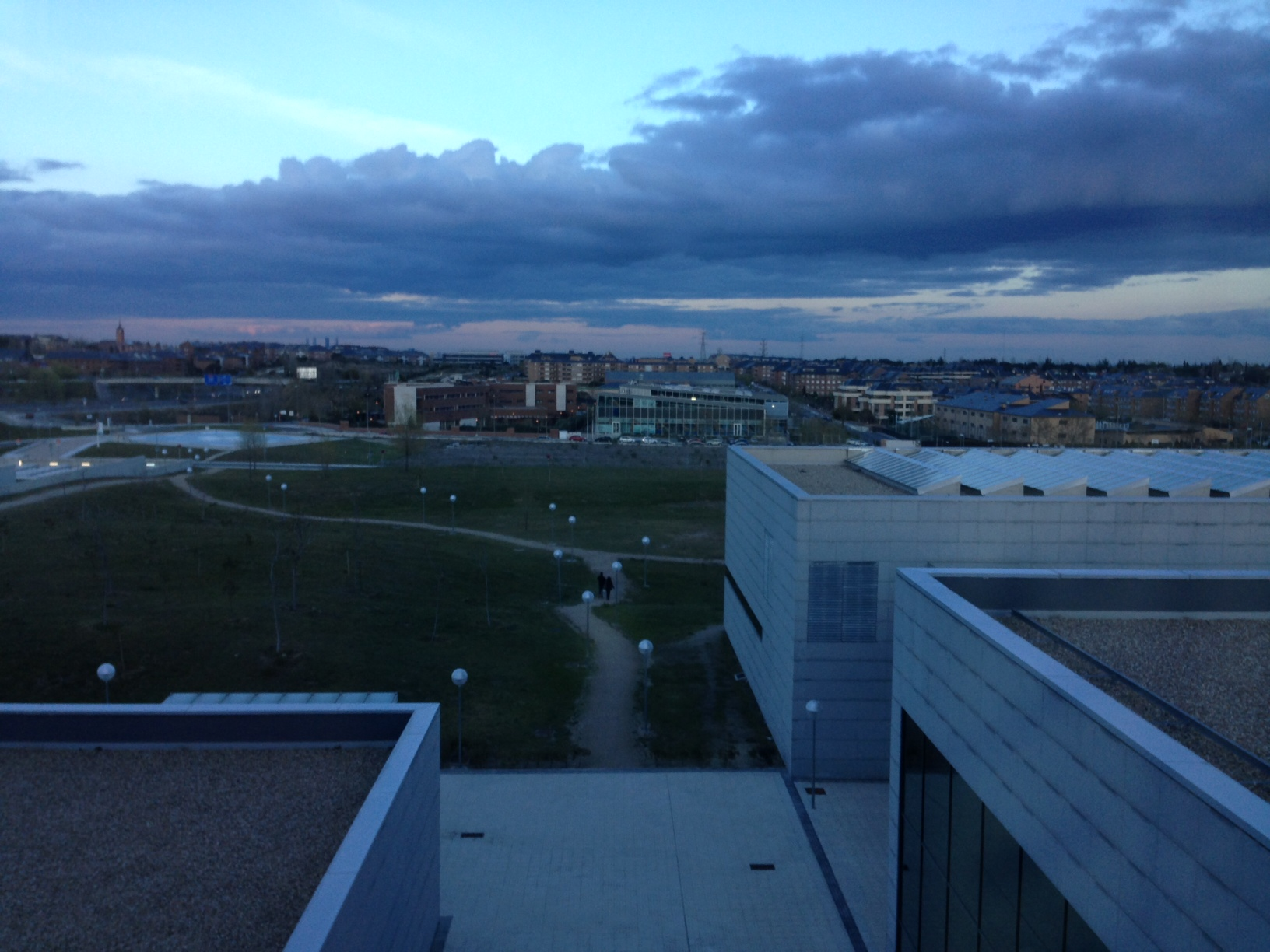
Hospital Universitario Puerta de Hierro Majadahonda

La alcaldesa de Majadahonda, desde 2023, es Lola Moreno.
| Periodo   | Nombre                        | Partido | Partido                                  |
| --------- | ----------------------------- | ------- | ---------------------------------------- |
| 1979-1980 | José María Rodríguez Colorado |         | Partido Socialista Obrero Español (PSOE) |
| 1980-1982 | Francisco de Vera Santana     |         | Partido Socialista Obrero Español (PSOE) |
| 1982-1987 | Luis Egea Ramírez             |         | Partido Socialista Obrero Español (PSOE) |
| 1987-1989 | Roberto Rodríguez Solano      |         | Centro Democrático y Social (CDS)        |
| 1989-2001 | Ricardo Romero de Tejada      |         | Partido Popular (PP)                     |
| 2001-2005 | Guillermo Ortega Alonso       |         | Partido Popular (PP)                     |
| 2005-2019 | Narciso de Foxá               |         | Partido Popular (PP)                     |
| 2019-2023 | José Luis Álvarez Ustarroz    |         | Partido Popular (PP)                     |
| 2023-act. | Lola Moreno Molino            |         | Partido Popular (PP)                     |

| Partido político                         | 2023  | 2023   | 2023       | 2019  | 2019   | 2019       | 2015  | 2015   | 2015       | 2011  | 2011   | 2011       | 2007  | 2007   | 2007       |
| Partido político                         | %     | Votos  | Concejales | %     | Votos  | Concejales | %     | Votos  | Concejales | %     | Votos  | Concejales | %     | Votos  | Concejales |
| Partido Popular (PP)                     | 49,38 | 19 023 | 15         | 33,09 | 12 026 | 10         | 38,76 | 13 240 | 11         | 51,57 | 16 800 | 14         | 59,18 | 18 555 | 16         |
| Vox                                      | 15,64 | 6025   | 4          | 12,35 | 4487   | 3          | 3,45  | 1180   | 0          | —     | —      | —          | —     | —      | —          |
| Partido Socialista Obrero Español (PSOE) | 12,75 | 4914   | 3          | 15,80 | 5742   | 5          | 11,38 | 3887   | 3          | 14,88 | 4847   | 4          | 20,86 | 6540   | 5          |
| Vecinos por Majadahonda (VPMJ)           | 6,91  | 2665   | 2          | 3,19  | 1159   | 0          | —     | —      | —          | —     | —      | —          | —     | —      | —          |
| Más Madrid (MM-IU)                       | 6,38  | 2461   | 1          | 3,22  | 1173   | 0          | —     | —      | —          | —     | —      | —          | —     | —      | —          |
| Centristas Majadahonda                   | 4,21  | 1625   | 0          | 3,37  | 1225   | 0          | 5,25  | 1792   | 1          | 8,40  | 2738   | 2          | 8,21  | 2574   | 2          |
| Ciudadanos (CS)                          | 2,63  | 1013   | 0          | 22,75 | 8270   | 7          | 20,3  | 6936   | 6          | —     | —      | —          | —     | —      | —          |
| Somos Majadahonda                        | —     | —      | —          | 3,23  | 1173   | 0          | 10,17 | 3474   | 3          | —     | —      | —          | —     | —      | —          |
| Izquierda Unida (IU)                     | —     | —      | —          | 2,83  | 1027   | 0          | 5,78  | 1975   | 1          | 9,69  | 3158   | 2          | 7,24  | 2271   | 2          |
| Unión Progreso y Democracia (UPyD)       | —     | —      | —          | —     | —      | —          | 3,31  | 1132   | 0          | 11,21 | 3652   | 3          | —     | —      | —          |

## Cultura

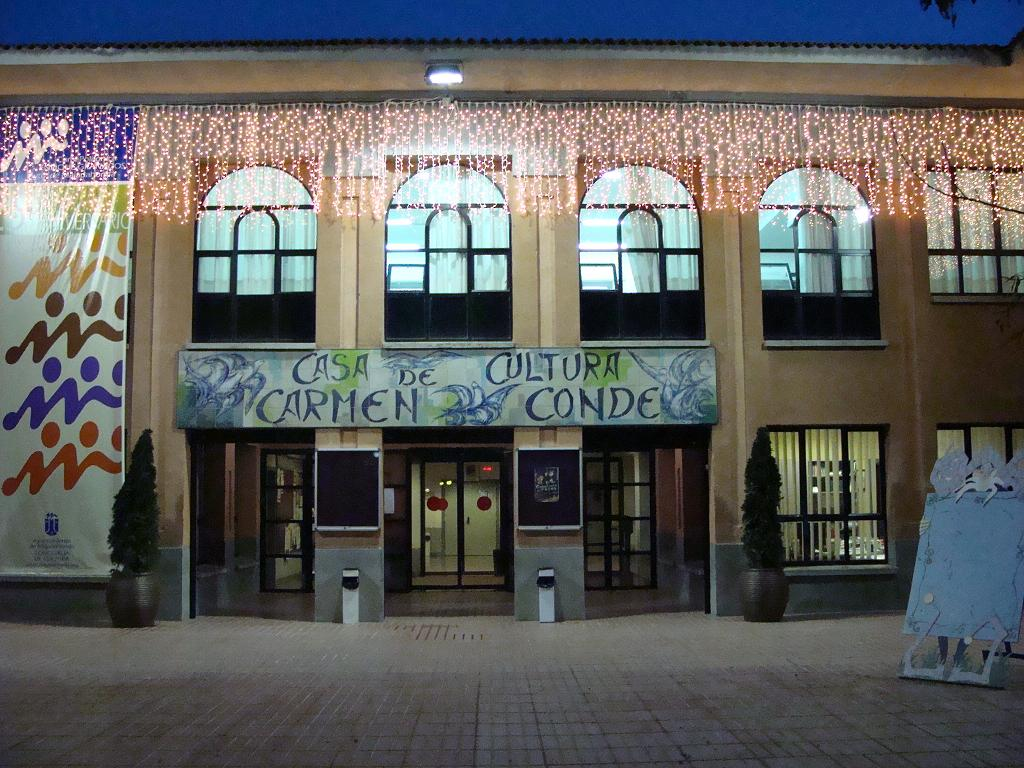
Casa de Cultura Carmen Conde, iluminada con motivo de las fiestas navideñas 2007-2008

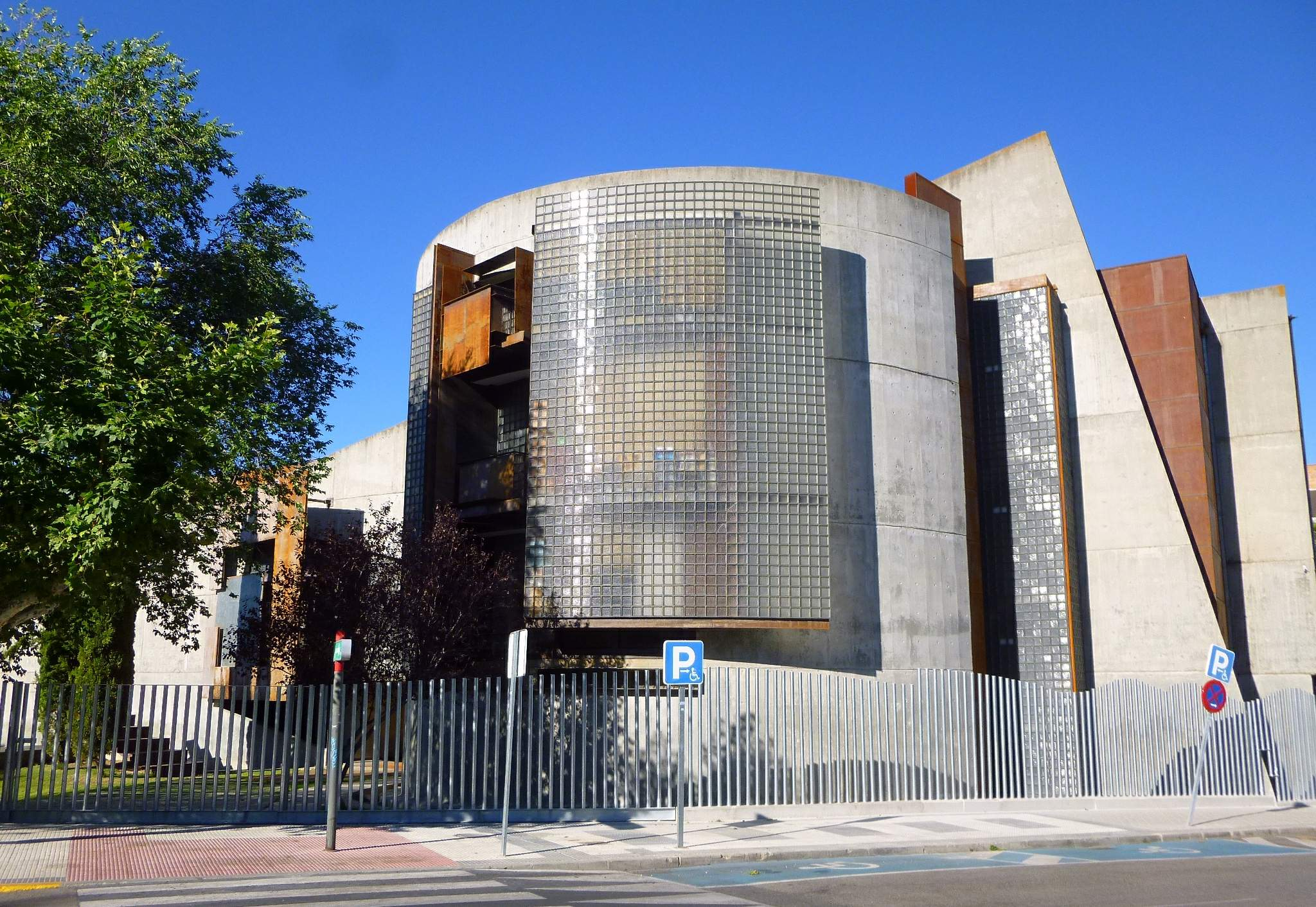
Auditorio Alfredo Kraus

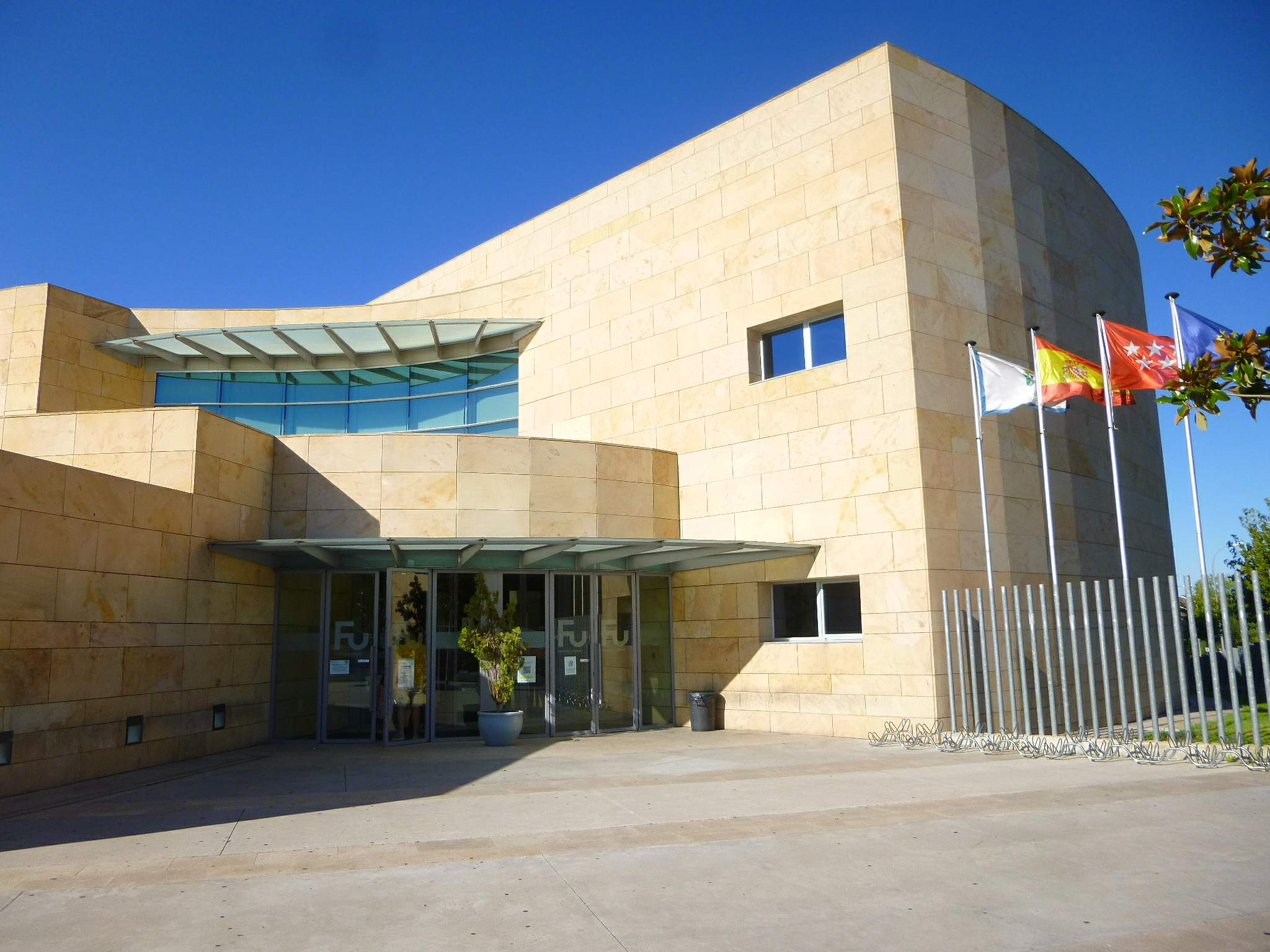
Biblioteca Francisco Umbral

Las actividades culturales del municipio se centran en torno a la Casa de Cultura Carmen Conde, localizada en la plaza Colón, donde se inicia la Gran Vía. Es de estilo atemporal, obra del arquitecto José María Pérez, Peridis.
Actualmente la escena musical de Majadahonda es considerable, gracias a grupos como Dover, Playa Cuberris y Ultraligera. El desarrollo de algunos grupos musicales tiene su origen en la Asociación Independiente de Músicos de Majadahonda, en el año 1996. La asociación revitalizó las actividades juveniles del municipio durante varios años, activando también programas del Consejo de la Juventud majariego. Posteriormente, las políticas públicas del centro juvenil provocaron la disolución de esta agrupación y el ralentizamiento de las actividades juveniles de otras Asociaciones independientes del ayuntamiento.[cita requerida]
En el ámbito de la música clásica es importante el Auditorio Alfredo Kraus, inaugurado en mayo de 1998 y sede de la Joven Orquesta Juan Crisóstomo Arriaga y el conservatorio profesional de música de Majadahonda, con sede en la Casa de Cultura Carmen Conde.

### Deporte

#### Rugby
Fundado en 1991 por un grupo de amigos de la urbanización Las Huertas, el Club de Rugby Majadahonda milita en sénior A masculino actualmente en primera regional (tercera categoría del rugby español tras la división de honor y división de Honor B y en sénior A femenino en división de honor femenina de Rugby. Las categorías sénior del club cuentan con tres equipos masculinos y dos femeninos, que cuentan entre sus filas a varios jugadores y jugadoras internacionales absolutos con la selección española de Rugby. A su vez, el Club de Rugby Majadahonda organiza la escuela municipal de rugby, que aglutina niños desde los 3 años. Desde 2000 disputa sus partidos en casa en el campo de Rugby y pista de Atletismo Valle del Arcipreste siendo los entrenamientos en las instalaciones de césped artificial de La Oliva.

#### Fútbol

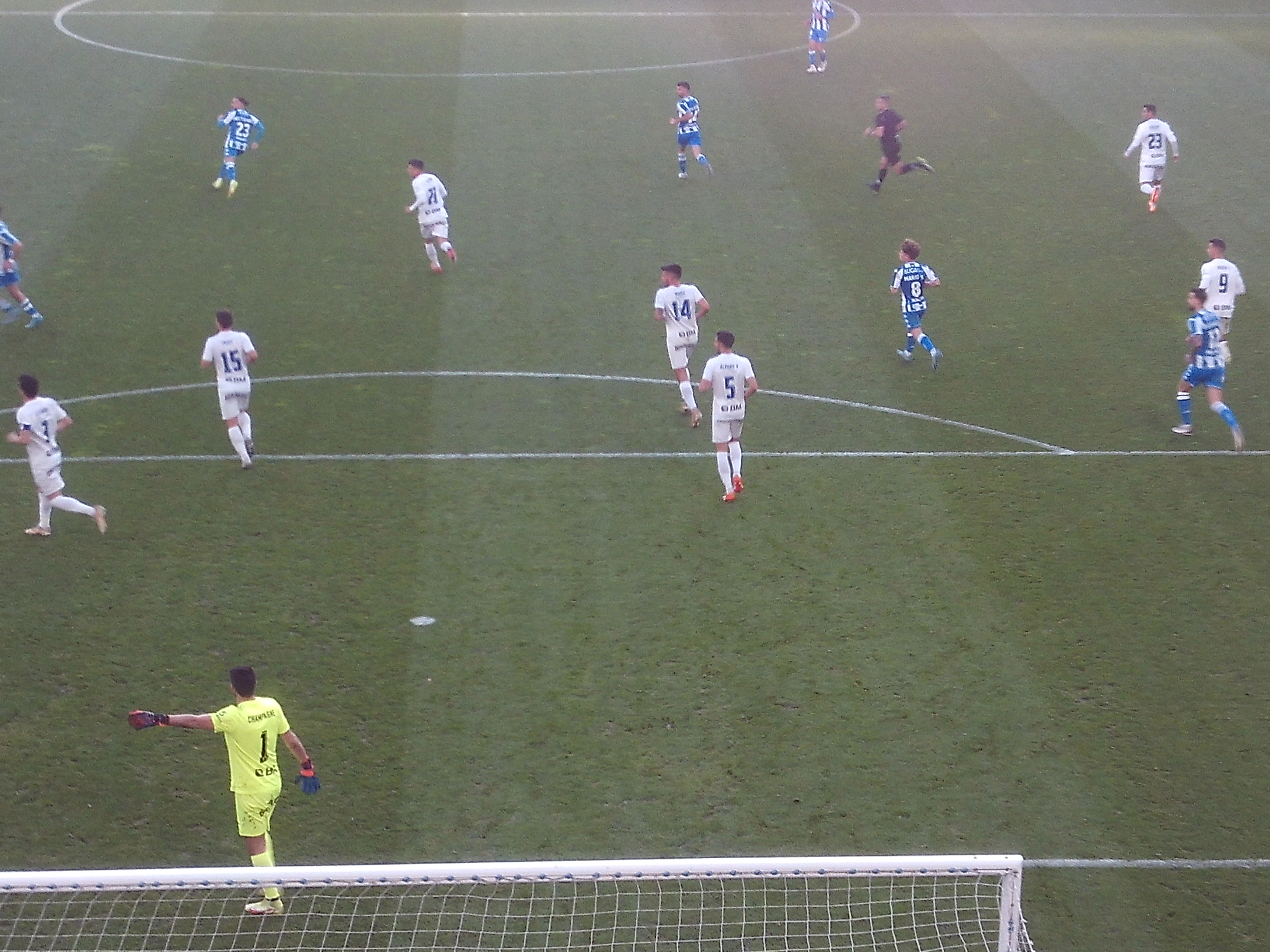
Partido disputado entre el Deportivo de La Coruña y el Rayo Majadahonda

El principal equipo de fútbol de esta población es el Rayo Majadahonda, que milita en la segunda división del fútbol español. Fue fundado en 1976. Enrique Vedia Pesquera es el actual presidente. Juegan en el estadio Cerro del Espino, el cual es compartido con el Atlético de Madrid B. A principio de la temporada 2018/2019, se comunicaba que el estadio no cumplía con los requisitos indicados en el Reglamento para la Retransmisión Televisiva. Esto llevó a que el club Atlético de Madrid permitiese al equipo disputar los partidos en el estadio Wanda Metropolitano, hasta el fin de las obras en las instalaciones del club. Cuenta con una de las mejores canteras de Madrid, y sus equipos juegan en las máximas categorías de Madrid. La cantera dispone de las instalaciones de La Oliva. Destaca el Juvenil A que se encuentra en División de Honor juvenil, máxima categoría del fútbol juvenil en España.
Majadahonda también cuenta con varios equipos de fútbol amateur: Club K-2, CD Puerta de Madrid y CD Majadahonda Afar-4. El Club K-2 cuenta con tres equipos federados, sénior, juvenil e infantil. El equipo sénior disputa sus encuentros en Aravaca, el juvenil lo hace en el Cerro del Espino y el infantil en La Oliva. El CD Puerta de Madrid cuenta con tres equipos federados, sénior, juvenil y cadete. Reparten sus encuentros entre el Cerro del Espino y en La Oliva. El CD Majadahonda Afar-4 cuenta con un equipo federado (sénior) y sus partidos los disputa en el Cerro del Espino.

#### Baloncesto
El equipo de baloncesto de este municipio es el C.B. Majadahonda. Sus partidos se disputan en el polideportivo El Tejar, tanto para la sección masculina como para la femenina. Esta última ha llegado a competir a nivel nacional y fue campeona de España en 2005.
En el ámbito del arbitraje, sobresalen las labores de Iturralde y Sonrics, ganador el primero por amplia mayoría del Premio Guruceta como mejor Árbitro de la Federación Madrileña de Baloncesto en el año 2011.[cita requerida]

#### Hockey sobre hielo
El S.A.D. Majadahonda fue fundado en 1992 como Majadahonda Hockey Club, y tiene su sede en el Palacio del Hielo de la misma localidad, en el polígono El Carralero.
El equipo juega en la Superliga Española de Hockey Hielo y otros campeonatos de Hockey en sus categorías sénior, masculino de 1.ª y 2.ª división, y femenina, en las que ha cosechado diversos triunfos. Además compite con éxito en las categorías júnior: Sub-20, Sub-18, Sub-15, Sub-13, Sub-11 y Sub-9, en el campeonato nacional y en la Liga Pirenaica.
El club aporta regularmente un número importante de jugadores a la selección nacional en sus diversas categorías, hecho relevante debido a la competitividad del resto de clubes españoles que participan en este deporte en 1.ª división: FC Barcelona, CG Puigcerdà, Club Hielo Jaca y CH Txuri Urdín de San Sebastián.
Existen otras actividades para veteranos, aficionados e iniciación a este deporte, de un juego tan rápido como técnico, así como malinterpretado y desconocido.

#### Patinaje artístico sobre hielo
Majadahonda cuenta con dos entidades que trabajan en la promoción del patinaje artístico sobre hielo: la escuela municipal de patinaje sobre hielo y el club Igloo Madrid.
La escuela municipal promueve el patinaje sobre hielo, enseñando a decenas de niños y mayores a manejar su cuerpo sobre patines, a realizar piruetas de patinaje artístico y danza, y a iniciarse en el deporte del hockey sobre hielo. Esta escuela está realizando un esfuerzo notable con la contratación para su dirección deportiva, de patinadores de nivel mundial.
El Club Igloo ha formado a numerosos patinadores en categoría nacional, así como a los primeros patinadores de categoría internacional: Sonia Lafuente y Javier Fernández López, quienes participaron en los Juegos Olímpicos de Vancouver 2010. En 2013, Fernández López logró medalla de oro en el Europeo y de bronce en el Mundial.

## Servicios

### Educación
En Majadahonda hay numerosos centros educativos, desglosados como sigue:
- 14 escuelas de educación infantil (4 públicas y 10 privadas);
- 8 colegios públicos de educación infantil y primaria: San Pío X, Antonio Machado, Francisco de Quevedo, Benito Pérez Galdós, Federico García Lorca, Santa Catalina, El Tejar y Rosalía de Castro;
- 7 colegios privados: San Luis Gonzaga, Engage (Británico), Alegra (Femenino), San Jaime (concertado), Caude (concertado), Sagrado Corazón-Reparadoras (concertado) y María Auxiliadora (concertado);
- 5 institutos de educación secundaria: IES Leonardo da Vinci, IES Carlos Bousoño, IES Margarita Salas, IES María de Zayas y Sotomayor e IES José Saramago.

Algunos de los IES, además de ofertar las modalidades de los otros centros de la Comunidad de Madrid, cuentan con unas señas de identidad propias que los diferencian de otros centros de la zona Oeste; así el IES Leonardo Da Vinci pertenece a la red de centros que cuentan con aulas tecnológicas, el IES Carlos Bousoño ofrece Artes Escénicas, Música, y Danza, el IES José Saramago es el primer instituto bilingüe de Majadahonda y el IES Margarita Salas ofrece Artes Plásticas.

### Transporte
| Autobuses urbanos      | Autobuses urbanos | Autobuses urbanos         |
| Línea                  | Recorrido | Operador                  |
| ---------------------- | --- | ------------------------- |
| 1                      | Circular (Hospital - FFCC) (sentido horario)                                                                         | Avanza Movilidad Integral |
| 2                      | Circular (Hospital - FFCC) (sentido antihorario)                                                                     | Avanza Movilidad Integral |
| Autobuses interurbanos | |                           |
| 561                    | Madrid (Aluche) - Pozuelo de Alarcón - Majadahonda - Las Rozas de Madrid                                             | Avanza Movilidad Integral |
| 561A                   | Madrid (Aluche) - Pozuelo de Alarcón - Majadahonda - Las Rozas de Madrid (por Universidad)                           | Avanza Movilidad Integral |
| 561B                   | Madrid (Aluche) - Pozuelo de Alarcón - Majadahonda - Las Rozas de Madrid (por avenida de Guadarrama)                 | Avanza Movilidad Integral |
| 565                    | Pozuelo (Est. El Barrial) - Boadilla del Monte (Puerta de Boadilla)                                                  | Avanza Movilidad Integral |
| 567                    | Villaviciosa de Odón - Boadilla del Monte - Majadahonda                                                              | Avanza Movilidad Integral |
| 580                    | Majadahonda (Hospital) - Brunete                                                                                     | Auto Periferia S.A.       |
| 620                    | Las Matas - Hospital Puerta de Hierro                                                                                | Auto Periferia S.A.       |
| 623                    | Madrid (Moncloa) - Las Rozas - Urbanización Villafranca del Castillo                                                 | Auto Periferia S.A.       |
| 626                    | Las Rozas - Majadahonda - Villanueva de la Cañada                                                                    | Auto Periferia S.A.       |
| 626A                   | Majadahonda (Estación FF.CC.) - Villanueva del Pardillo                                                              | Auto Periferia S.A.       |
| 627                    | Madrid (Moncloa) - Villanueva de la Cañada - Brunete                                                                 | Auto Periferia S.A.       |
| 633                    | Majadahonda (Hospital) - Galapagar - Torrelodones (Colonia) - Colmenarejo                                            | Avanza Movilidad Integral |
| 641                    | Madrid (Moncloa) - Valdemorillo                                                                                      | Avanza Movilidad Integral |
| 642                    | Madrid (Moncloa) - Colmenar del Arroyo                                                                               | Avanza Movilidad Integral |
| 643                    | Madrid (Moncloa) - Villanueva del Pardillo                                                                           | Avanza Movilidad Integral |
| FS1                    | Valdemorillo - Villanueva del Pardillo - Majadahonda (CC Gran Plaza 2) - Las Rozas (CC Herón City/Las Rozas Village) | Avanza Movilidad Integral |
| 650A                   | Circular Pozuelo - Hospital Puerta del Hierro - Majadahonda - Pozuelo                                                | Avanza Movilidad Integral |
| 650B                   | Circular Pozuelo - Majadahonda - Hospital Puerta del Hierro - Pozuelo                                                | Avanza Movilidad Integral |
| 651                    | Madrid (Moncloa) - Majadahonda (Avenida de España)                                                                   | Avanza Movilidad Integral |
| 652                    | Madrid (Moncloa) - Majadahonda (Carril del Tejar)                                                                    | Avanza Movilidad Integral |
| 653                    | Madrid (Moncloa) - Majadahonda (Hospital por FFCC)                                                                   | Avanza Movilidad Integral |
| 654                    | Madrid (Moncloa) - Majadahonda (Urbanización Los Satélites)                                                          | Avanza Movilidad Integral |
| 655                    | Madrid (Moncloa) - Majadahonda (Hospital)                                                                            | Avanza Movilidad Integral |
| 667                    | Majadahonda (Hospital) - San Lorenzo de El Escorial (por Galapagar)                                                  | ALSA                      |
| 685                    | Majadahonda (Hospital) - Las Rozas - Guadarrama                                                                      | Avanza Movilidad Integral |
| N901                   | Madrid (Moncloa) - Pozuelo - Majadahonda - Madrid                                                                    | Avanza Movilidad Integral |
| N906                   | Madrid (Moncloa) - Majadahonda - Pozuelo - Madrid                                                                    | Avanza Movilidad Integral |
| Cercanías Madrid       | |                           |
|                        | Alcalá de Henares - Las Rozas - Príncipe Pío                                                                         | Renfe                     |
|                        | Chamartín - Atocha - Príncipe Pío - Villalba                                                                         | Renfe                     |

Futuros medios
- Metro:

Desde la construcción de un Metro Ligero en municipios adyacentes como en Pozuelo o Boadilla del Monte, se comenzó a desarrollar un plan para prolongar una línea de este tipo de tranvía hasta Majadahonda, llegando hasta Las Rozas y conectar con más ciudades en transporte público. Las obras debieron haberse terminado allá por 2016, pero el partido gobernante (PP) no le dio importancia y este quedó en el olvido.
- Cercanías:

Se había planeado una mejora general del transporte público en Majadahonda, que albergaba también la opción de añadir una estación de Cercanías más céntrica, como en el parque Colón, pero como los planes del Metro Ligero, se abandonó indefinidamente.

### Recogida de basuras

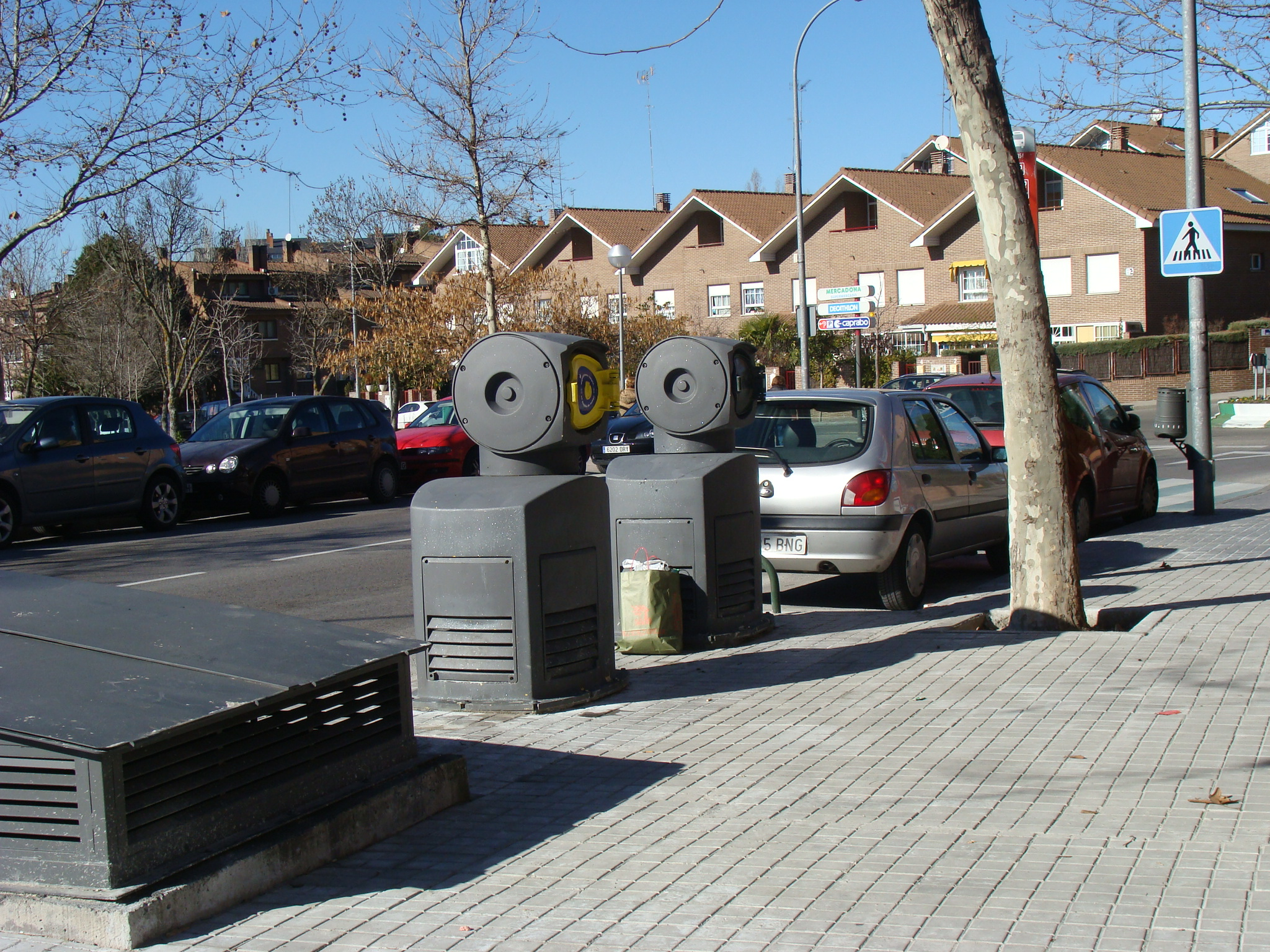
Sistema de recolectores de basura (orgánica y para reciclar) comunicados por tubería en la cual se recoge por un aspirador neumático a una de las tres plantas de procesamiento de residuos

Majadahonda tiene un moderno sistema neumático de recogida de basura a través de una red de tuberías de impulsión por las que circulan las bolsas de basura gracias a la acción de grandes sopladores. La basura se inserta en el sistema mediante una especie de buzones convenientemente situados tanto en las calles (casco antiguo) como dentro de las propias urbanizaciones de nueva construcción (a partir del año 2000).

## Ciudades hermanadas
- Distrito de Ferencváros (Hungría)
- Clamart (Francia)